# Llista de topònims de Gombrèn
Llista de topònims (noms propis de lloc) del municipi de Gombrèn, al Ripollès
Informació actualitzada per un bot. Els canvis manuals es perdran quan s'actualitzi!

## castell
| imatge | Nom                   | Ubicat a | instància de | Detalls                      | coordenades                                                        | Protecció                                            | Commons (més fotos)    | Dades a WD                    |
| ------ | --------------------- | -------- | ------------ | ---------------------------- | ------------------------------------------------------------------ | ---------------------------------------------------- | ---------------------- | ----------------------------- |
|        | Castell de Blancafort | Gombrèn  | castell      | Estil: arquitectura popular  | 42° 15′ 11″ N, 2° 05′ 06″ E / 42.2531028°N,2.0850583°E             | bé d'interès cultural bé cultural d'interès nacional |                        | Modifica les dades a Wikidata |
|        | Castell de Mataplana  | Gombrèn  | castell      | Estil: arquitectura romànica | 42° 15′ 44″ N, 2° 03′ 39″ E / 42.26222222°N,2.06083333°E 1160 msnm | bé d'interès cultural bé cultural d'interès nacional | Castell de Mataplana   | Modifica les dades a Wikidata |
|        | Castell de Montgrony  | Gombrèn  | castell      | Estil: arquitectura popular  | 42° 15′ 58″ N, 2° 05′ 09″ E / 42.266244°N,2.085717°E               | bé d'interès cultural bé cultural d'interès nacional | Sant Pere de Montgrony | Modifica les dades a Wikidata |

## collada
| imatge | Nom               | Ubicat a          | instància de | Detalls | coordenades                                                                             | Protecció | Commons (més fotos)         | Dades a WD                    |
| ------ | ----------------- | ----------------- | ------------ | ------- | --------------------------------------------------------------------------------------- | --------- | --------------------------- | ----------------------------- |
|        | coll Pan          | Campelles Gombrèn | collada      |         | 42° 16′ 39″ N, 2° 06′ 43″ E / 42.27761°N,2.111952°E 1748 msnm                           |           |                             | Modifica les dades a Wikidata |
|        | coll de l'Arc     | Gombrèn           | collada      |         | 42° 14′ 15″ N, 2° 02′ 55″ E / 42.237466°N,2.048501°E 1127 msnm                          |           |                             | Modifica les dades a Wikidata |
|        | coll de la Cirera | Gombrèn           | collada      |         | 42° 15′ 35″ N, 2° 05′ 48″ E / 42.259788°N,2.096544°E serra de Santa Magdalena 1247 msnm |           | Coll de la Cirera (Gombrèn) | Modifica les dades a Wikidata |

## cova
| imatge | Nom              | Ubicat a | instància de | Detalls | coordenades                                                            | Protecció | Commons (més fotos) | Dades a WD                    |
| ------ | ---------------- | -------- | ------------ | ------- | ---------------------------------------------------------------------- | --------- | ------------------- | ----------------------------- |
|        | Forat de Sant Ou | Gombrèn  | cova         |         | 42° 16′ 17″ N, 2° 05′ 26″ E / 42.2714947963083°N,2.09064439664264°E    |           |                     | Modifica les dades a Wikidata |
|        | cova del Moltó   | Gombrèn  | cova         |         | 42° 15′ 58″ N, 2° 06′ 24″ E / 42.266058°N,2.106668°E Puig de Sant Pere |           | Cova del Moltó      | Modifica les dades a Wikidata |

## curs d'aigua
| imatge | Nom       | Ubicat a                   | instància de | Detalls              | coordenades                                                                                              | Protecció | Commons (més fotos) | Dades a WD                    |
| ------ | --------- | -------------------------- | ------------ | -------------------- | --- | --------- | ------------------- | ----------------------------- |
|        | Arija     | Gombrèn la Pobla de Lillet | curs d'aigua | Desemboca: Llobregat | 42° 17′ 04″ N, 2° 04′ 43″ E / 42.28441°N,2.078562°E 42° 14′ 40″ N, 1° 58′ 31″ E / 42.244452°N,1.975363°E |           | Arija River         | Modifica les dades a Wikidata |
|        | el Merdàs | Gombrèn Campdevànol        | curs d'aigua | Desemboca: Ter       | 42° 14′ 42″ N, 2° 02′ 31″ E / 42.2449°N,2.04203°E 42° 13′ 28″ N, 2° 09′ 14″ E / 42.22445°N,2.15384°E     |           |                     | Modifica les dades a Wikidata |

## entitat singular de població
| imatge | Nom       | Ubicat a | instància de                                                                   | Detalls | coordenades                                                                   | Protecció | Commons (més fotos) | Dades a WD                    |
| ------ | --------- | -------- | ------------------------------------------------------------------------------ | ------- | ----------------------------------------------------------------------------- | --------- | ------------------- | ----------------------------- |
|        | Aranyonet | Gombrèn  | entitat singular de població ens local històric de Catalunya                   | 8 hab   | 42° 14′ 02″ N, 2° 01′ 58″ E / 42.2339074689988°N,2.03283098941554°E 1081 msnm |           |                     | Modifica les dades a Wikidata |
|        | Gombrèn   | Gombrèn  | entitat singular de població ens local històric de Catalunya capital municipal | 167 hab | 42° 14′ 55″ N, 2° 05′ 28″ E / 42.24850269°N,2.09102878°E 910 msnm             |           |                     | Modifica les dades a Wikidata |
|        | Montgrony | Gombrèn  | entitat singular de població                                                   | 8 hab   | 42° 15′ 56″ N, 2° 05′ 08″ E / 42.26566389°N,2.08547222°E 1352 msnm            |           | Montgrony           | Modifica les dades a Wikidata |
|        | el Cortal | Gombrèn  | entitat singular de població                                                   | 14 hab  | 42° 14′ 49″ N, 2° 04′ 57″ E / 42.24690789666°N,2.0824815019319°E 915 msnm     |           |                     | Modifica les dades a Wikidata |

## església
| imatge | Nom                                          | Ubicat a                        | instància de      | Detalls                                              | coordenades                                                                           | Protecció                                  | Commons (més fotos)                          | Dades a WD                    |
| ------ | -------------------------------------------- | ------------------------------- | ----------------- | ---------------------------------------------------- | ------------------------------------------------------------------------------------- | ------------------------------------------ | -------------------------------------------- | ----------------------------- |
|        | Sant Joan de Mataplana                       | Gombrèn                         | església          |                                                      | 42° 15′ 44″ N, 2° 03′ 39″ E / 42.262222°N,2.060833°E 1161 msnm                        |                                            | Sant Joan de Mataplana                       | Modifica les dades a Wikidata |
|        | Sant Marc d'Estiula                          | Campdevànol Gombrèn les Llosses | església capella  |                                                      | 42° 13′ 19″ N, 2° 05′ 42″ E / 42.2219948612879°N,2.09494165151045°E 1377 msnm         |                                            | Sant Marc d'Estiula                          | Modifica les dades a Wikidata |
|        | Sant Martí de Puigbò                         | Gombrèn                         | església          | Estil: arquitectura popular                          | 42° 13′ 41″ N, 2° 04′ 22″ E / 42.2280555556°N,2.07277777778°E                         | bé integrant del patrimoni cultural català | Sant Martí de Puigbò                         | Modifica les dades a Wikidata |
|        | Sant Pere de Gombrèn                         | Gombrèn                         | església          |                                                      | 42° 14′ 55″ N, 2° 05′ 28″ E / 42.248538°N,2.091026°E                                  | bé integrant del patrimoni cultural català | Sant Pere de Gombrèn                         | Modifica les dades a Wikidata |
|        | Sant Pere de Montgrony                       | Gombrèn                         | església          | Estil: arquitectura romànica Anomenat per: Sant Pere | 42° 15′ 59″ N, 2° 05′ 09″ E / 42.2663°N,2.08579°E 1403 msnm                           | bé integrant del patrimoni cultural català | Sant Pere de Montgrony                       | Modifica les dades a Wikidata |
|        | Sant Romà d'Aranyonet                        | Gombrèn                         | església          |                                                      | 42° 14′ 04″ N, 2° 01′ 58″ E / 42.2344444444°N,2.03277777778°E                         | bé integrant del patrimoni cultural català | Sant Romà d'Aranyonet                        | Modifica les dades a Wikidata |
|        | Santa Magdalena de Solanllong                | Gombrèn                         | església capella  |                                                      | 42° 14′ 18″ N, 2° 03′ 48″ E / 42.238362°N,2.063293°E ca:masia de Solanllong 1028 msnm |                                            |                                              | Modifica les dades a Wikidata |
|        | Santa Maria de Montgrony                     | Gombrèn                         | església santuari |                                                      | 42° 15′ 57″ N, 2° 05′ 09″ E / 42.2658°N,2.08595°E                                     |                                            | Santa Maria de Montgrony                     | Modifica les dades a Wikidata |
|        | església del castell de Sant Martí de Puigbò | Gombrèn                         | església          | Estil: arquitectura romànica                         | 42° 13′ 44″ N, 2° 04′ 23″ E / 42.228908°N,2.07295°E                                   | bé integrant del patrimoni cultural català | Església del castell de Sant Martí de Puigbò | Modifica les dades a Wikidata |

## masia
| imatge | Nom                  | Ubicat a | instància de | Detalls                                  | coordenades                                                                        | Protecció                                            | Commons (més fotos)   | Dades a WD                    |
| ------ | -------------------- | -------- | ------------ | ---------------------------------------- | ---------------------------------------------------------------------------------- | ---------------------------------------------------- | --------------------- | ----------------------------- |
|        | Bartés               | Gombrèn  | masia        |                                          | 42° 14′ 00″ N, 2° 05′ 33″ E / 42.2332957027877°N,2.09241700533126°E                |                                                      |                       | Modifica les dades a Wikidata |
|        | Ca l'Estremeres      | Gombrèn  | masia        |                                          | 42° 14′ 04″ N, 2° 01′ 55″ E / 42.2343513817698°N,2.0320728253406°E                 |                                                      |                       | Modifica les dades a Wikidata |
|        | Ca la Foradada       | Gombrèn  | masia        |                                          | 42° 15′ 20″ N, 2° 04′ 05″ E / 42.25545°N,2.06813°E                                 |                                                      |                       | Modifica les dades a Wikidata |
|        | Ca la Pera           | Gombrèn  | masia        |                                          | 42° 15′ 19″ N, 2° 04′ 24″ E / 42.255316300384°N,2.0733346676024°E                  |                                                      |                       | Modifica les dades a Wikidata |
|        | Cal Font             | Gombrèn  | masia        |                                          | 42° 14′ 25″ N, 2° 04′ 32″ E / 42.2404014955088°N,2.07549219710948°E                |                                                      |                       | Modifica les dades a Wikidata |
|        | Cal Matet            | Gombrèn  | masia        |                                          | 42° 14′ 28″ N, 2° 05′ 43″ E / 42.2410897571961°N,2.09516573131471°E                |                                                      |                       | Modifica les dades a Wikidata |
|        | Can Fubridors        | Gombrèn  | masia        |                                          | 42° 14′ 59″ N, 2° 04′ 27″ E / 42.2496220494985°N,2.07415746980936°E                |                                                      |                       | Modifica les dades a Wikidata |
|        | Can Pau              | Gombrèn  | masia        |                                          | 42° 15′ 23″ N, 2° 05′ 12″ E / 42.2564954518263°N,2.0867258628643°E                 |                                                      |                       | Modifica les dades a Wikidata |
|        | Can Por              | Gombrèn  | masia        |                                          | 42° 15′ 18″ N, 2° 04′ 26″ E / 42.2551139810915°N,2.07393166231°E                   |                                                      |                       | Modifica les dades a Wikidata |
|        | Can Rogall           | Gombrèn  | masia        |                                          | 42° 15′ 12″ N, 2° 04′ 37″ E / 42.2532193500233°N,2.07686884232816°E                |                                                      |                       | Modifica les dades a Wikidata |
|        | Can Sanç             | Gombrèn  | masia        |                                          | 42° 15′ 19″ N, 2° 06′ 28″ E / 42.255213278107°N,2.1078194671924°E                  |                                                      |                       | Modifica les dades a Wikidata |
|        | Can Solans           | Gombrèn  | masia        |                                          | 42° 15′ 37″ N, 2° 05′ 21″ E / 42.2601802977528°N,2.08915812465178°E                |                                                      |                       | Modifica les dades a Wikidata |
|        | Can Termedell        | Gombrèn  | masia        |                                          | 42° 13′ 38″ N, 2° 03′ 23″ E / 42.2271873930754°N,2.05644203401574°E                |                                                      |                       | Modifica les dades a Wikidata |
|        | Can Vilar            | Gombrèn  | masia        |                                          | 42° 14′ 49″ N, 2° 04′ 08″ E / 42.2468862543933°N,2.06885187957594°E 996 msnm       |                                                      | Can Vilalta (Gombrèn) | Modifica les dades a Wikidata |
|        | Can Xicot            | Gombrèn  | masia        |                                          | 42° 15′ 04″ N, 2° 05′ 28″ E / 42.250983246315°N,2.09120579688151°E                 |                                                      |                       | Modifica les dades a Wikidata |
|        | Casa Mira            | Gombrèn  | masia        |                                          | 42° 14′ 59″ N, 2° 05′ 11″ E / 42.2496126421863°N,2.08646150111649°E                |                                                      |                       | Modifica les dades a Wikidata |
|        | Mas de Puigbò        | Gombrèn  | masia        | Estil: arquitectura popular 16th century | 42° 13′ 42″ N, 2° 04′ 22″ E / 42.228409°N,2.072733°E ca:Veïnat de Puigbò 1157 msnm | bé integrant del patrimoni cultural català           | Puigbò (Gombrèn)      | Modifica les dades a Wikidata |
|        | Mas de la Canal      | Gombrèn  | masia        | Estil: arquitectura popular              | 42° 13′ 52″ N, 2° 04′ 25″ E / 42.231229°N,2.073725°E ca:Veïnat de Puigbò 1124 msnm | bé integrant del patrimoni cultural català           | Mas de la Canal       | Modifica les dades a Wikidata |
|        | Mataplana            | Gombrèn  | masia        |                                          | 42° 15′ 50″ N, 2° 03′ 46″ E / 42.263860566844°N,2.062836231711°E                   |                                                      |                       | Modifica les dades a Wikidata |
|        | Meians               | Gombrèn  | masia        |                                          | 42° 16′ 37″ N, 2° 03′ 24″ E / 42.2770117898422°N,2.05672987630668°E                |                                                      |                       | Modifica les dades a Wikidata |
|        | Merolla              | Gombrèn  | masia        |                                          | 42° 14′ 54″ N, 2° 02′ 09″ E / 42.2483703492575°N,2.03591932282737°E                |                                                      |                       | Modifica les dades a Wikidata |
|        | Pardinella           | Gombrèn  | masia        |                                          | 42° 15′ 47″ N, 2° 06′ 35″ E / 42.2630441435034°N,2.10978941682252°E 1161 msnm      |                                                      | Pardinella (Gombrèn)  | Modifica les dades a Wikidata |
|        | Pomarell             | Gombrèn  | masia        |                                          | 42° 15′ 19″ N, 2° 05′ 05″ E / 42.2554162262763°N,2.08465624913992°E                |                                                      |                       | Modifica les dades a Wikidata |
|        | Sant Francesc        | Gombrèn  | masia        |                                          | 42° 15′ 15″ N, 2° 05′ 29″ E / 42.2540287106781°N,2.09138028452592°E                |                                                      |                       | Modifica les dades a Wikidata |
|        | Solanllong           | Gombrèn  | masia        |                                          | 42° 14′ 19″ N, 2° 03′ 48″ E / 42.2386056°N,2.0633056°E                             | bé d'interès cultural bé cultural d'interès nacional | Casal de Solanllong   | Modifica les dades a Wikidata |
|        | el Pla               | Gombrèn  | masia        |                                          | 42° 15′ 34″ N, 2° 04′ 13″ E / 42.259481°N,2.070403°E 1023 msnm                     |                                                      | El Pla (Gombrèn)      | Modifica les dades a Wikidata |
|        | el Portell           | Gombrèn  | masia        |                                          | 42° 14′ 04″ N, 2° 01′ 59″ E / 42.2343771601412°N,2.03299348525884°E                |                                                      |                       | Modifica les dades a Wikidata |
|        | el Vilar             | Gombrèn  | masia        |                                          | 42° 14′ 57″ N, 2° 05′ 17″ E / 42.2492834692129°N,2.08810272148108°E                |                                                      |                       | Modifica les dades a Wikidata |
|        | els Camps de Mogrony | Gombrèn  | masia        |                                          | 42° 16′ 03″ N, 2° 04′ 21″ E / 42.2675928514065°N,2.07236671471171°E                |                                                      |                       | Modifica les dades a Wikidata |
|        | l'Espluga            | Gombrèn  | masia        |                                          | 42° 15′ 45″ N, 2° 03′ 11″ E / 42.262635727447°N,2.05317347601721°E                 |                                                      |                       | Modifica les dades a Wikidata |
|        | l'Òliba              | Gombrèn  | masia        |                                          | 42° 13′ 45″ N, 2° 01′ 50″ E / 42.2292240497839°N,2.03067275536866°E                |                                                      |                       | Modifica les dades a Wikidata |
|        | la Caseta            | Gombrèn  | masia        |                                          | 42° 15′ 16″ N, 2° 05′ 56″ E / 42.2544565502054°N,2.09880553904286°E                |                                                      |                       | Modifica les dades a Wikidata |
|        | la Cot               | Gombrèn  | masia        |                                          | 42° 15′ 04″ N, 2° 02′ 50″ E / 42.251123791832°N,2.0472659226981°E                  |                                                      |                       | Modifica les dades a Wikidata |
|        | la Molina            | Gombrèn  | masia        |                                          | 42° 15′ 37″ N, 2° 04′ 21″ E / 42.260337418334°N,2.0725876091181°E                  |                                                      |                       | Modifica les dades a Wikidata |
|        | la Palomera          | Gombrèn  | masia        |                                          | 42° 13′ 47″ N, 2° 02′ 55″ E / 42.2296809777623°N,2.04867345884144°E                |                                                      |                       | Modifica les dades a Wikidata |
|        | la Pastora           | Gombrèn  | masia        |                                          | 42° 15′ 20″ N, 2° 05′ 22″ E / 42.2556081986118°N,2.08953912786143°E                |                                                      |                       | Modifica les dades a Wikidata |
|        | la Rabassa           | Gombrèn  | masia        |                                          | 42° 13′ 39″ N, 2° 04′ 57″ E / 42.2273797585582°N,2.08237126847525°E                |                                                      |                       | Modifica les dades a Wikidata |
|        | les Comes            | Gombrèn  | masia        |                                          | 42° 14′ 57″ N, 2° 03′ 08″ E / 42.249047229273°N,2.05229788078772°E                 |                                                      |                       | Modifica les dades a Wikidata |
|        | les Muntades         | Gombrèn  | masia        |                                          | 42° 14′ 02″ N, 2° 02′ 21″ E / 42.233943625184°N,2.0390411304962°E                  |                                                      |                       | Modifica les dades a Wikidata |
|        | les Viles Grosses    | Gombrèn  | masia        |                                          | 42° 16′ 32″ N, 2° 03′ 50″ E / 42.275576906787°N,2.0638753354684°E                  |                                                      |                       | Modifica les dades a Wikidata |
|        | les Viles Xiques     | Gombrèn  | masia        |                                          | 42° 16′ 16″ N, 2° 04′ 03″ E / 42.271104065526°N,2.0675793496948°E                  |                                                      |                       | Modifica les dades a Wikidata |

## muntanya
| imatge | Nom                  | Ubicat a                        | instància de | Detalls | coordenades | Protecció | Commons (més fotos)           | Dades a WD                    |
| ------ | -------------------- | ------------------------------- | ------------ | ------- | --- | --------- | ----------------------------- | ----------------------------- |
|        | Cim del Bosc         | Gombrèn                         | muntanya     |         | 42° 15′ 33″ N, 2° 05′ 38″ E / 42.259141°N,2.093943°E 1291 msnm |           | Cim del Bosc                  | Modifica les dades a Wikidata |
|        | Costa Pubilla        | Gombrèn Planoles                | muntanya     |         | 42° 17′ 09″ N, 2° 04′ 50″ E / 42.2857169362°N,2.08066391016°E 2056 msnm |           | Costa Pubilla                 | Modifica les dades a Wikidata |
|        | Pedró de Tubau       | Sant Jaume de Frontanyà Gombrèn | muntanya     |         | 42° 13′ 13″ N, 2° 02′ 58″ E / 42.2201958619°N,2.04956708035°E ca:El Pedró de Tubau és el cim del massís dels Rasos de Tubau, que es troba al Nord del nucli urbà de Sant Jaume de Frontanyà. Al Nord hi trobem els Cingles de Tubau i les obagues de l'Òliba i del Boix, al costat del Ripollès. A l'Est s'aprecien els Cingles de Montgrony, el Puigmal i Taga. Al Sud, a primer terme veiem els boscos i planes del terme de Sant Jaume de Frontanyà i a l'horitzó s'aprecia el Montseny, la Serra de l'Obac i Montserrat. Al Sud Oest veiem el massís del Catllaràs i a continuació s'obre la cara sud del prepirineu Berguedà, amb una vista excepcional del Pedraforca. 1543 msnm |           | Pedró de Tubau                | Modifica les dades a Wikidata |
|        | Puig de Coma Ermada  | Gombrèn                         | muntanya     |         | 42° 16′ 57″ N, 2° 04′ 48″ E / 42.2824°N,2.08013°E 2000.3 msnm |           | Puig de Coma Ermada (Gombrèn) | Modifica les dades a Wikidata |
|        | Puig de Sant Pere    | Gombrèn                         | muntanya     |         | 42° 16′ 08″ N, 2° 05′ 48″ E / 42.2688°N,2.09654°E 1643.5 msnm |           | Puig de Sant Pere (Gombrèn)   | Modifica les dades a Wikidata |
|        | Roques de l'Espluga  | Gombrèn                         | muntanya     |         | 42° 15′ 59″ N, 2° 03′ 09″ E / 42.26630556°N,2.05238889°E 1492.7 msnm |           | Roques de l'Espluga           | Modifica les dades a Wikidata |
|        | Tossa de Puigbò      | Gombrèn                         | muntanya     |         | 42° 13′ 48″ N, 2° 04′ 04″ E / 42.23°N,2.06783°E 1269 msnm |           | Tossa de Puigbò               | Modifica les dades a Wikidata |
|        | Tossal de l'Àliga    | Gombrèn                         | muntanya     |         | 42° 15′ 16″ N, 2° 02′ 35″ E / 42.25452778°N,2.04294444°E 1376.2 msnm |           |                               | Modifica les dades a Wikidata |
|        | el Pedró Blanc       | Gombrèn                         | muntanya     |         | 42° 14′ 35″ N, 2° 02′ 28″ E / 42.24302778°N,2.04108333°E 1196.2 msnm |           |                               | Modifica les dades a Wikidata |
|        | la Berruga           | Gombrèn Campelles               | muntanya     |         | 42° 16′ 33″ N, 2° 07′ 19″ E / 42.27580556°N,2.12197222°E 1787 msnm |           | La Berruga (Campelles)        | Modifica les dades a Wikidata |
|        | la Covil             | Gombrèn Campelles Planoles      | muntanya     |         | 42° 16′ 54″ N, 2° 05′ 51″ E / 42.2816°N,2.09753°E 2003 msnm |           | La Covil (Campelles)          | Modifica les dades a Wikidata |
|        | serrat de la Remolta | Gombrèn les Llosses             | muntanya     |         | 42° 12′ 59″ N, 2° 04′ 54″ E / 42.21629°N,2.081676°E 1411 msnm |           | Serrat de la Remolta          | Modifica les dades a Wikidata |
|        | serrat dels Llamps   | Gombrèn les Llosses             | muntanya     |         | 42° 12′ 58″ N, 2° 04′ 44″ E / 42.216038°N,2.078821°E 1418 msnm |           | Serrat dels Llamps (Gombrèn)  | Modifica les dades a Wikidata |

## pont
| imatge | Nom                 | Ubicat a | instància de | Detalls                     | coordenades                                          | Protecció                                  | Commons (més fotos) | Dades a WD                    |
| ------ | ------------------- | -------- | ------------ | --------------------------- | ---------------------------------------------------- | ------------------------------------------ | ------------------- | ----------------------------- |
|        | Pont de Cortals     | Gombrèn  | pont         | Estil: arquitectura popular | 42° 14′ 48″ N, 2° 04′ 51″ E / 42.246662°N,2.080911°E | bé integrant del patrimoni cultural català |                     | Modifica les dades a Wikidata |
|        | Pont de la Foradada | Gombrèn  | pont         | Estil: arquitectura popular | 42° 15′ 07″ N, 2° 04′ 10″ E / 42.251924°N,2.069452°E | bé integrant del patrimoni cultural català | Pont de la Foradada | Modifica les dades a Wikidata |
|        | Ponts de Gombrèn    | Gombrèn  | pont         |                             | 42° 15′ 07″ N, 2° 04′ 10″ E / 42.251924°N,2.069452°E |                                            | Ponts de Gombrèn    | Modifica les dades a Wikidata |

## serra
| imatge | Nom                      | Ubicat a                                    | instància de                                        | Detalls                       | coordenades                                                       | Protecció | Commons (més fotos)                    | Dades a WD                    |
| ------ | ------------------------ | ------------------------------------------- | --------------------------------------------------- | ----------------------------- | ----------------------------------------------------------------- | --------- | -------------------------------------- | ----------------------------- |
|        | Serra de Cruïlles        | Gombrèn                                     | serra                                               |                               | 42° 15′ 31″ N, 2° 04′ 56″ E / 42.2587°N,2.08221°E 1342.6 msnm     |           | Serra de Cruïlles                      | Modifica les dades a Wikidata |
|        | carena de la Baga Llisa  | Gombrèn                                     | serra                                               |                               | 42° 15′ 26″ N, 2° 03′ 22″ E / 42.257287°N,2.056241°E 1376 msnm    |           | Carena de la Baga Llisa                | Modifica les dades a Wikidata |
|        | rasos de Tubau           | les Llosses Gombrèn Sant Jaume de Frontanyà | serra àrea protegida Pla d'Espais d'Interès Natural | 1992 Superfície: 647.19492ha  | 42° 13′ 18″ N, 2° 02′ 38″ E / 42.221563888889°N,2.0439666666667°E |           | Rasos de Tubau                         | Modifica les dades a Wikidata |
|        | serra de Montgrony       | Campelles Gombrèn Planoles                  | serra àrea protegida Pla d'Espais d'Interès Natural | 1992 Superfície: 3819.74396ha | 42° 17′ 08″ N, 2° 04′ 50″ E / 42.28568833°N,2.08068889°E          |           | Serra de Montgrony                     | Modifica les dades a Wikidata |
|        | serra de Sant Marc       | Campdevànol Gombrèn les Llosses             | serra                                               |                               | 42° 13′ 17″ N, 2° 05′ 44″ E / 42.2213°N,2.09548°E 1377.1 msnm     |           | Serra de Sant Marc (Ripollès)          | Modifica les dades a Wikidata |
|        | serra de Santa Magdalena | Campdevànol Gombrèn                         | serra                                               |                               | 42° 15′ 30″ N, 2° 06′ 11″ E / 42.2583°N,2.10297°E 1352.2 msnm     |           | Serra de Santa Magdalena (Campdevànol) | Modifica les dades a Wikidata |
|        | serrat de Pinyana        | Gombrèn                                     | serra                                               |                               | 42° 14′ 24″ N, 2° 04′ 58″ E / 42.24°N,2.0829°E 1187.4 msnm        |           |                                        | Modifica les dades a Wikidata |
|        | serrat del Forcat        | Campdevànol Gombrèn                         | serra                                               |                               | 42° 13′ 52″ N, 2° 05′ 49″ E / 42.231°N,2.09689°E 1120.8 msnm      |           |                                        | Modifica les dades a Wikidata |

## Misc
| imatge | Nom                                    | Ubicat a | instància de                                             | Detalls                     | coordenades                                                                                             | Protecció                                  | Commons (més fotos)     | Dades a WD                    |
| ------ | -------------------------------------- | -------- | -------------------------------------------------------- | --------------------------- | --- | ------------------------------------------ | ----------------------- | ----------------------------- |
|        | Jardí botànic de plantes medicinals    | Gombrèn  | jardí botànic                                            |                             | 42° 14′ 55″ N, 2° 05′ 18″ E / 42.24859°N,2.088471°E                                                     |                                            |                         | Modifica les dades a Wikidata |
|        | Molí de la Foradada                    | Gombrèn  | molí d'aigua                                             | Estil: arquitectura popular | 42° 15′ 21″ N, 2° 04′ 14″ E / 42.255875°N,2.070527°E                                                    | bé integrant del patrimoni cultural català | Molí de la Foradada     | Modifica les dades a Wikidata |
|        | Palomeres                              | Gombrèn  | nucli de població                                        |                             | 42° 15′ 18″ N, 2° 05′ 05″ E / 42.255031795906°N,2.084788341154°E                                        |                                            |                         | Modifica les dades a Wikidata |
|        | Portal de Gombrèn                      | Gombrèn  | porta de ciutat                                          | Estil: arquitectura popular | 42° 14′ 52″ N, 2° 05′ 28″ E / 42.24788°N,2.091127°E ca:C. de la Plaça 902 msnm                          | bé integrant del patrimoni cultural català | Portal de Gombrèn       | Modifica les dades a Wikidata |
|        | Sant Marti de Puigbò                   | Gombrèn  | antic municipi d'Espanya ens local històric de Catalunya |                             | 42° 13′ 43″ N, 2° 04′ 24″ E / 42.2285°N,2.0732°E                                                        |                                            |                         | Modifica les dades a Wikidata |
|        | barraca de pastors al pla de l'Espluga | Gombrèn  | cabana                                                   |                             | 42° 15′ 36″ N, 2° 03′ 14″ E / 42.260033°N,2.053838°E                                                    | bé cultural d'interès local                |                         | Modifica les dades a Wikidata |
|        | casa consistorial de Gombrèn           | Gombrèn  | casa consistorial                                        |                             | 42° 14′ 56″ N, 2° 05′ 23″ E / 42.2489204°N,2.0898033°E                                                  |                                            |                         | Modifica les dades a Wikidata |
|        | creu de Ca l'Estremeres                | Gombrèn  | creu monumental                                          |                             | 42° 14′ 01″ N, 2° 01′ 43″ E / 42.2335486780139°N,2.02874025585603°E                                     |                                            |                         | Modifica les dades a Wikidata |
|        | el Mal Pas                             | Gombrèn  | indret                                                   |                             | 42° 16′ 06″ N, 2° 05′ 04″ E / 42.268288°N,2.08456°E 1425 msnm                                           |                                            | El Mal Pas (Gombrèn)    | Modifica les dades a Wikidata |
|        | fontetes de Meians                     | Gombrèn  | font                                                     |                             | 42° 17′ 07″ N, 2° 04′ 05″ E / 42.285181801901°N,2.06792423910914°E                                      |                                            |                         | Modifica les dades a Wikidata |
|        | la Mina                                | Gombrèn  | túnel                                                    |                             | 42° 15′ 52″ N, 2° 02′ 36″ E / 42.2643912544275°N,2.04332605079408°E                                     |                                            |                         | Modifica les dades a Wikidata |
|        | refugi de les Planelles                | Gombrèn  | refugi de muntanya                                       |                             | 42° 16′ 12″ N, 2° 05′ 08″ E / 42.27006944°N,2.08549167°E ca:Al peu del torrent de Coma Ermada 1380 msnm |                                            | Refugi de les Planelles | Modifica les dades a Wikidata |